# Lijst van nationale parken in Haïti
Hieronder volgt een lijst van de nationale parken in Haïti:
| Nationaal park                                         | Stichtingsjaar | Oppervlakte (km2) | Foto |
| ------------------------------------------------------ | -------------- | ----------------- | ---- |
| Nationaal park La Visite                               | 1983           | 30                |      |
| Nationaal park Pic Macaya                              | 1984           | 55                |      |
| Nationaal park Grande Colline                          | 2014           | 1,51              |      |
| Nationaal park Grand Bois                              |                |                   |      |
| Nationaal park Deux Mamelles                           | 2015           | 2265              |      |
| Nationaal historisch park Citadel, Sans-Souci, Ramiers |                |                   |      |
| Nationaal park Forêt des Pins                          |                |                   |      |